# Damián Yáñez
Damián Gustavo Yañez (Lanús, Buenos Aires, Argentina, 31 de julio de 1972) es un exfutbolista argentino. Surgido de las divisiones inferiores de Talleres (RdE), club en el cual debutó como futbolista profesional. Jugaba de delantero y militó en diversos clubes de Argentina, Chile, Bolivia y Ecuador. Actualmente es técnico de los equipos 2010 y 2013 del C.I.S.S.A.B.

## Clubes
| Club               | País      | Año       |
| ------------------ | --------- | --------- |
| Talleres (RdE)     | Argentina | 1990-1993 |
| All Boys           | Argentina | 1994-1995 |
| Chacarita Juniors  | Argentina | 1995-1996 |
| Racing Club        | Argentina | 1996-1997 |
| Deportes Temuco    | Chile     | 1997      |
| Cobreloa           | Chile     | 1998      |
| Rangers            | Chile     | 1999      |
| Defensa y Justicia | Argentina | 1999-2000 |
| All Boys           | Argentina | 2000-2002 |
| Deportivo Morón    | Argentina | 2002      |
| Cobresal           | Chile     | 2003      |
| Aurora             | Bolivia   | 2004      |
| Olmedo             | Ecuador   | 2005      |
| Talleres (RdE)     | Argentina | 2005-2007 |
| Douglas Haig       | Argentina | 2007-2009 |